# Salar de Surire
Der Salar de Surire ist ein Salzsee beziehungsweise eine Salztonebene (Salar) im Norden Chiles. Das Wort Surir ist in der lokalen Sprache der Name der Nandus.  
Der Salar de Surire liegt in der Provincia de Arica in der Región de Arica y Parinacota, die nächsten Orte sind Parinacota und die Kleinstadt Putre, die an der Ruta 11 liegen. Der See liegt auf einer Höhe von 4245 m und hat eine Fläche von 1750 km². Der Zufluss erfolgt über den Surire. Am See liegen die Thermalquellen von Polloquere. 
Auf dem Gelände des Sees wird lithiumhaltiges Salz abgebaut und mit LKW auf der Zubringerstraße zur Ruta 11 abtransportiert. Der Nationalpark „Monumento Natural Salar de Surire“ wurde 1983 im Ostteil des Sees eingerichtet; er umfasst rund 112 km². 
In der Region leben Darwinnandus, das Punasteißhuhn, 11.000 Flamingos, Vicuñas und es werden Lamas gehalten. 